# BC Vienna
El BC Vienna, conocido por motivos de patrocinio como BC GGMT Vienna, es un equipo de baloncesto austriaco con sede en la ciudad de Viena, que compite en la Admiral Basketball Bundesliga, la máxima competición de su país. Disputa sus partidos en el Admiral Dome, con capacidad para 2000 espectadores.

## Nombres
- Millenium Clubs (hasta 2004)
- Basket Clubs (2004-2007)
- BasketClubs (2007-2010)
- BC(2010-2012)
- BC Zepter(2012-)

## Resultados en la Liga Austríaca
| Temporada | División | Liga                          | Posición | Play-Offs        | Competición Europea            |
| --------- | -------- | ----------------------------- | -------- | ---------------- | ------------------------------ |
| 2010–11   | 1        | Admiral Basketball Bundesliga | 10       | -                | –                              |
| 2011–12   | 1        | Admiral Basketball Bundesliga | 8        | Cuartos de final | –                              |
| 2012–13   | 1        | Admiral Basketball Bundesliga | 2        | Campeones        | –                              |
| 2013–14   | 1        | Admiral Basketball Bundesliga | 3        | Semifinales      | Eurochallenge - Fase de grupos |
| 2014–15   | 1        | Admiral Basketball Bundesliga | 1        | Subcampeones     | -                              |
| 2015–16   | 1        | Admiral Basketball Bundesliga | 3        | -                | -                              |
| 2016–17   | 1        | Admiral Basketball Bundesliga | 4        | -                | -                              |
| 2017–18   | 1        | Admiral Basketball Bundesliga | 5        | -                | -                              |
| 2018–19   | 1        | Admiral Basketball Bundesliga | 7        | -                | -                              |
| 2019–20   | 1        | Admiral Basketball Bundesliga | 7        | -                | -                              |
| 2020–21   | 1        | Admiral Basketball Bundesliga | 7        | -                | -                              |
| 2021–22   | 1        | Admiral Basketball Bundesliga | 1        | Campeones        | -                              |

## Palmarés
- Admiral Basketball Bundesliga
  - Campeón: 2013, 2022
  - Subcampeón: 2015

- Copa de baloncesto de Austria
  - Campeón: 2022
  - Subcampeón: 2013, 2016

- Supercopa de baloncesto de Austria
  - Campeón: 2013

- Bundesliga B
  - Campeón: 2006

## Jugadores destacados
| - Phil Doherty - Terence Aryee - Christopher Boeck - Benedikt Danek - Daniel Friedrich - Christoph Greimeister - David Hasenburger - Davor Lamesic - Carlos Novas - Lorenzo O'Neal - Kevin Payton - Denis Soldo - Florian Trmal - Mirza Ahmetbasic - Adi Bambur - Zeljko Gavranovic - Ivaylo Koloyanov - Corey Hallett - Russell Hicks - Bozo Barac - Jure Lozancic - Marko Moric - Denis Toroman | - Michael Stockhammer - Ryan Richards - Arnis Servuts - Arnas Labuckas - Vladimir Kovac - Nikola Pavlicevic - Sveto Pekovic - Zarko Rakocevic - Valeri Koroliov - Boubacar Diop - Seyni N'Diaye - Sven Malus - Dragan Miletic - Marko Kolaric - Maksim Kovacevic - Nemanja Miljkovic - Mirko Nikolic - Zoran Obradovic - Svetozar Popovic - Damir Rajkovic - Nenad Sulovic - Milos Tripkovic - Dragan Zekovic | - Drazen Zlovaric - Rickard Ivo - Peter Theisz - Mike Anderson - Ian Boylan - Terrance Brandon - Casaan Breeden - Markus Carr - Kevin Christensen - Shelton Colwell - Jean Francois - Trevor Gaines - Deon Jackson - Yaphett King - Bryant Matthews - Derrick Miller - Maurice Pearson - Shawn Ray - Nicholas Rhodes - Spencer Rhynes - Darnell Scott - Amin Stevens - Allen Watson | - James Williams - Eugene Wright - Kristijan Bokanovic - Alen Trepalovac - Martin Weissenboeck - Stanley Ocitti - Jefferson Agba - Amadou Cisse - Marko Djurkovic - Mihajlo Pesic - Ricky Daniels - Paris Bryant - Mike Coffin - Jason Detrick - Kerry McIntyre - Bobby Hines - Andre Owens - Darnell Hinson - Ravone George |